# Schloss Massenheim
Das Schloss Massenheim ist ein schlossähnliches Herrenhaus auf 145 m ü. NHN und befindet sich an der Schlossgasse 6 im Nordwesten Massenheims, einem Ortsteil der Stadt Hochheim am Main im Main-Taunus-Kreis in Hessen.

## Geschichte
Das sogenannte Schloss, ein stattliches Herrenhaus, wurde 1740 oder 1779 im Auftrag der Gandersheimer Kanonisse Prinzessin Maria Magdalena Benedicta von Anhalt-Köthen (auch einfach Maria Magdalena Benedikte) (1739 oder 1735 Köthen – 17. November 1783 Schloss Massenheim) auf der Stelle eines aus dem 14. bis 15. Jahrhundert stammenden adligen Hofguts, Waltherisches Gut genannt, errichtet, das sie von 1779 bis 1783 selbst bewohnte.
Prinzessin Maria Magdalena Benedicta von Anhalt-Köthen war die Tochter des damaligen regierenden anhaltinischen askanischen Fürsten August Ludwig (1697–1755) und seiner dritten Ehefrau, Gräfin Anna von Promnitz (1711–1750), galt als eine fromme, evangelische Stiftsdame und blieb unverheiratet.

## Beschreibung
Das Südost-Nordwest ausgerichtete, sieben- auf dreiachsige zweigeschossige, mit Bruchsteinen verblendete, in den Ecken mit Sandsteinen gemauerte Herrenhaus auf Sandsteinsockel mit abknickendem hohem Mansardwalmdach, hat auf der Längsseite fünf und seitlich über den Fenstern drei Giebelgauben, die auch durch die hohen Rechteckfenster eine elegante Fassadengliederung des in spätbarocken Formen errichteten Anwesens darstellen. Zur Komposition passen noch die vorgelegte fünfstufige Freitreppe zur zentral angeordneten Eingangstür und den strengen Fenster- und Türgewänden.
Zur Hofreite gehören zwei rechtwinklige gegenüberliegend angeordnete Nebengebäude. Das leicht kürzere Nebengebäude ist ein zweigeschossiges verziegeltes Fachwerkhaus mit ausgebautem Krüppelwalmdach, im Erdgeschoss als Stall und Scheune in Bruchsteinmauerwerk aus Sandstein ausgeführt mit mittig breitem Toreingang (Remise), darüber als Wohn- oder sogenanntes Speichergeschoss ausgebildet.
Der Gutshof wird mit seinen Gebäuden, dem Gartenhaus, einem quadratischen verputzten Bau mit Sandsteineckquaderung, -gewänden und Zeltdach, samt Garten durch eine umfassende Mauer mit einem säulenbewehrten Toreingang nebst Pforte eingefriedet.
Das ehemalige Hofgut ist mit Schloss, Fachwerkgebäude, Gartenhaus und Einfriedung ein Bau- und Kulturdenkmal in Hessen und als solches Teil der Gesamtanlage Massenheim.